# Fegyvernek
Fegyvernek é uma cidade da Hungria, situada no condado de Jász-Nagykun-Szolnok. Tem 71,48 km² de área e sua população em 2019 foi estimada em 6.246 habitantes.